# John van Nost le jeune
 (mai 2025).
Si vous disposez d'ouvrages ou d'articles de référence ou si vous connaissez des sites web de qualité traitant du thème abordé ici, merci de compléter l'article en donnant les références utiles à sa vérifiabilité et en les liant à la section « Notes et références ».
Pour les articles homonymes, voir Nost.
John van Nost, dit John van Nost le jeune, né vers 1712 ou 1713 à Londres et mort en 1780 à Dublin, est un sculpteur britannique.

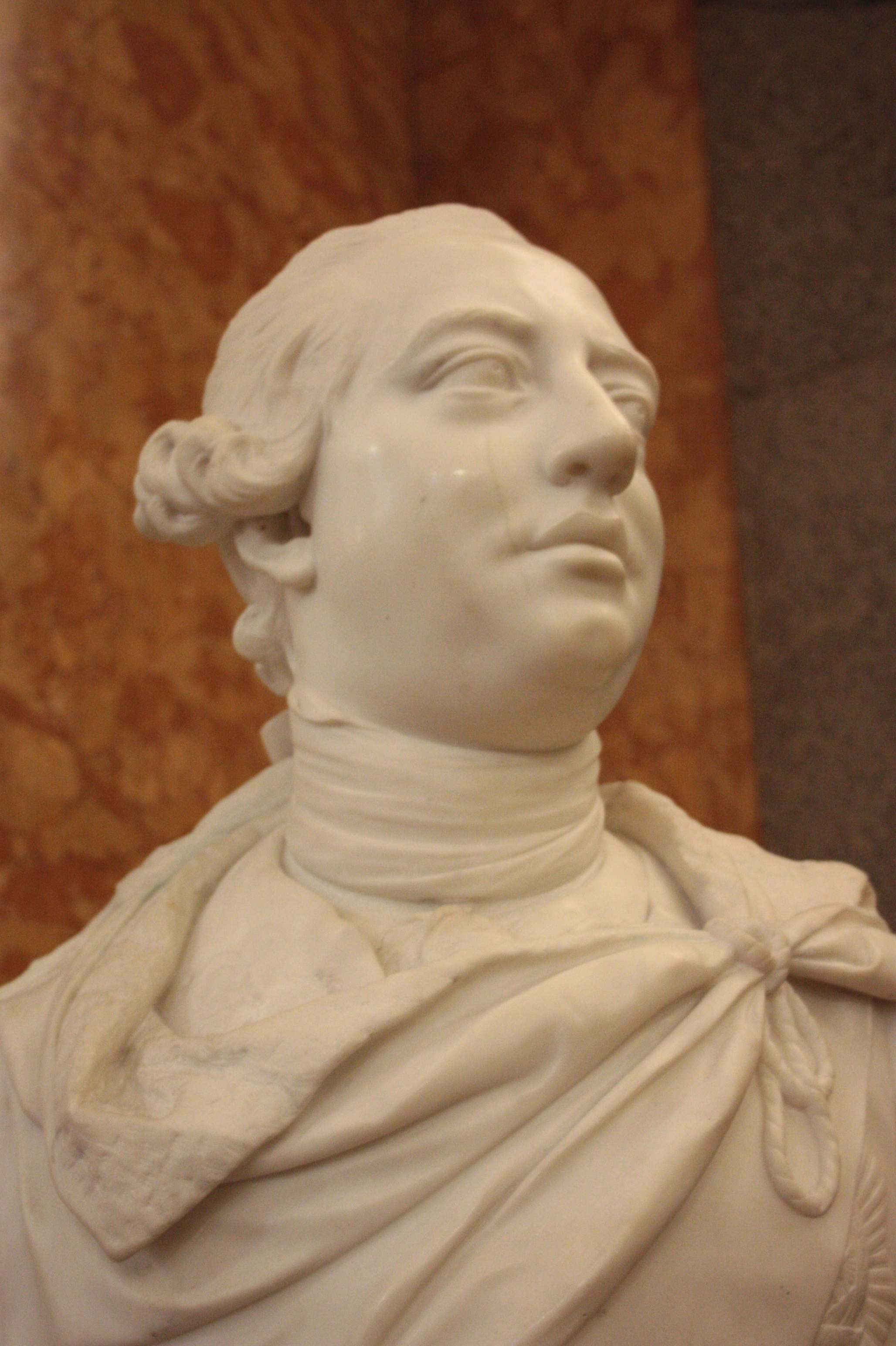
Buste de George III par John van Nost le jeune. L'œuvre est conservée au British Museum.

Il est le neveu de John Nost.